# Delphinium puniceum
Delphinium puniceum là một loài thực vật có hoa trong họ Mao lương. Loài này được Pall. mô tả khoa học đầu tiên năm 1776.